# Dennisiella babingtonii
Dennisiella babingtonii är en svampart som först beskrevs av Miles Joseph Berkeley, och fick sitt nu gällande namn av Bat. & Cif. 1962. Dennisiella babingtonii ingår i släktet Dennisiella och familjen Coccodiniaceae.  Arten är reproducerande i Sverige. Inga underarter finns listade i Catalogue of Life.